# アル・ガース
レスター・“アル”・ガース（Lester "Al" Garth）はアメリカのミュージシャン。
マルチなセッション・ミュージシャンとして活躍している。

## 略歴
若い頃からローカルバンドに参加し、メジャーなバンドとしてはロギンス&メッシーナに準メンバーとして参加したのが初めて。
彼らの 1972年のデビューアルバムからデュオが解消された1976年までの全スタジオアルバム、およびライヴアルバムに参加している。
なお彼らの2005年の再結成には参加していない。
ロギンス&メッシーナのツアー、レコーディングと平行し、ポコのツアー、レコーディングにも参加。
ポコ参加後には1974年の「セヴン」から1976年の「シマロンの薔薇」までの3作に参加している。
1976年のツアーでは「ニューメンバー」として紹介されてもいるが、1977年にリリースされた「インディアン・サマー」では正式なメンバーとしてのクレジットは無い。
1978年からはニッティ・グリッティ・ダート・バンド（1978年当時はダート・バンドと名乗っていた）のメンバーとなり、1981年の「Jealousy」まで行動を共にする。
以降はイーグルスのグレン・フライやダン・フォーゲルバーグのツアーやレコーディングに参加。
2007年発表のイーグルス、『ロング・ロード・アウト・オブ・エデン』(Long Road Out Of Eden) のレコーディングに参加し、以降は準メンバーとしてツアーにも参加している。